# Ракель дель Росаріо
Ракель дель Росаріо (3 листопада 1982, Терор, Гран-Канарія, Іспанія) - іспанська співачка, композиторка й авторка пісень. Солістка музичного гурту "El Sueño de Morfeo". Гурт представляв Іспанію на пісенному конкурсі Євробачення 2013 з піснею "Contigo hasta el final" (25-те місце у фіналі).

## Біографія
Ракель була другою дитиною у сім′ї з шістьох дітей. Почала писати перші тексти пісень у 14 років. У 17 співачка познайомилася з Давидом Фейто, лідером музичного гурту (гурт виконував кельтську музику). 
У 2000 році Ракель переїхала разом з Давидом в Астурію, де приєдналася до його музичного гурту "Xemà". Потім вони познайомилися з Хуаном Луісом Суаресом та створили новий музичний колектив "El Sueño de Morfeo". У 2011 році разом з Луком Барбароссою на фестивалі Санремо посіла 5-те місце з піснею "Fino in fondo".